# Juan José del Río Serrano
Juan José del Río Serrano, conocido como Ríos (Las Rozas, Madrid, 18 de febrero de 1978), fue un futbolista español que jugaba como centrocampista. Está retirado desde 2011 y es jugador de la Asociación de Veteranos del Club Atlético de Madrid.

## Trayectoria
Se formó en las categorías inferiores del CD Las Rozas, debutando en Tercera División a los 16 años. Fue fichado por el Club Atlético de Madrid en la temporada 1993-94.
En el Atlético estuvo 4 temporadas, llegando a jugar en el Atlético Madrileño, desde donde, posteriormente, fue fichado por el Albacete Balompié de la mano de Luigui Manfredi. Tras jugar la temporada 1997-98 en el club manchego en Segunda División forzó su salida tras una oferta del CD Lorca. Su adaptación fue dura, ya que pasó de ser una de las estrellas del equipo a un jugador más. Su demarcación habitual siempre fue el centro del campo, era un jugador creativo con mucha facilidad para ver portería, especialista a balón parado.
Para la temporada 1999-2000 recala en el CD Manchego, club de Ciudad Real que milita en el grupo IV de Segunda B.
La siguiente temporada sería fichado por el CD Santa Clara de la Segunda División Portuguesa, donde estuvo dos temporadas (2000-02).
Posteriormente regresó a España y jugaría en el Real Ávila (2002-07) consiguiendo ascender de categoría y siendo un referente histórico del equipo.
Acabaría su carrera deportiva en el CD Ciempozuelos y con la UD San Sebastián de los Reyes (2007-11).
Actualmente trabaja como agente de jugadores y lo compagina jugando con la Asociación de Veteranos del Club Atlético de Madrid donde es un referente del equipo de fútbol indoor.

## Clubes
| Club                          | País     | Categoría                   | Temporada |
| ----------------------------- | -------- | --------------------------- | --------- |
| Club Atlético de Madrid       | España   | Segunda División B          | 1993–1997 |
| Albacete Balompié             | España   | Segunda División            | 1997–1998 |
| CD Lorca                      | España   | Segunda División B          | 1998–1999 |
| CD Manchego                   | España   | Segunda División B          | 1999–2000 |
| CD Santa Clara                | Portugal | Segunda División Portuguesa | 2000–2002 |
| Real Ávila                    | España   | Tercera División            | 2002–2007 |
| CD Ciempozuelos               | España   | Tercera División            | 2007–2009 |
| UD San Sebastián de los Reyes | España   | Tercera División            | 2009–2011 |